# جابر أبو حسين
جابر أبو حسين (3 نوفمبر 1913 - 1992؟) شاعر للسيرة الهلالية في العالم العربي. كان يحفظ نحو مليون بيت شعر من القصيدة. كان يقدم نصف ساعة يومياً من السيرة الهلالية في إذاعة «برنامج الشعب» المصرية بتقديم من الشاعر عبد الرحمن الأبنودي. سجل الباحث الأمريكي جون رينولدز، من جامعة برنستون، عدة مئات من الساعات من أدائه للسيرة.

## حياته ونشأته
ولد في آبار الوقف، مركز أخميم بمحافظة سوهاج.واقام على فترات بقرية الكوم الأصفر (بلد محمدين محمود-فارس الهله الأول) لدى عائلة المعاتيق وعمل هناك العديد من الحفلات وهو من كبار مؤلفى السيرة الهلالية وكان لديه زوجتان

## مسيرته
أسلوب شعراء الصعيد في تقديم الملحمة فهو المربع. فبعد أن تبدأ المقدمو بقصائد مدح الرسول والزهد في الدنيا وطلب المغفرة من الله، يبدأ القص في السيرة ذاتها بالمربع. والمربع بيتان من الشعر يتكونان من أربع شطور مستقلة ومتصلة في ذات الوقت. تتشابه قافيتا الشطر الأول والثالث من جانب، والثاني والرابع من جانب آخر.